# Nordkoreanische Eishockeyliga
Die Nordkoreanische Eishockeyliga ist die höchste Eishockeyliga in Nordkorea.

## Geschichte
Die nordkoreanische Eishockeyliga wurde 1956 gegründet, nachdem Eishockeyspieler aus der Sowjetunion den Sport in das Land brachten. Seither wird sie in unregelmäßigen Abständen ausgetragen. Das Eishockeyprogramm Nordkoreas beschränkt sich hauptsächlich auf die Hauptstadt Pjöngjang.

## Titelträger
| - 2017: unbekannt - 2016: Taesongsan - 2015: unbekannt - 2014: Pyongchol Pyongyang - 2013: Pyongchol Pyongyang - 2012: unbekannt - 2011: Pyongchol Pyongyang - 2010: Pyongchol Pyongyang - 2009: Pyongchol City - 2008: Pyongchol City - 2007: Pyongchol Pyongyang - 2006: Pyongchol Pyongyang - 2005: Pyongyang - 2004: Pyongchol Pyongyang - 2003: Pyongchol Pyongyang - 2002: unbekannt - 2001: Pyongchol Pyongyang | - 2000: unbekannt - 1999: Susan Pyongyang - 1998: Pyongchol Pyongyang - 1997: Pyongchol Pyongyang - 1996: Amnokgang Pyongyang - 1995: Amnokgang Pyongyang - 1994: Amnokgang Pyongyang - 1993: Pyongchol City - 1992: Pyongchol City - 1991: Pyongchol City - 1990: Pyongchol City - 1990: Pyongyang City - 1989: April 25 - 1988: Pyongyang City - 1987: Pyongyang City - 1986: Pyongyang City - 1985: Pyongyang City - 1984: Amrokkang - 1983: Amrokkang - 1982: Amrokkang | - 1981: Amrokkang - 1980: Pyongyang City - 1979: Pyongyang City - 1978: Pyongyang City - 1977: Pyongyang City - 1976: Pyongyang City - 1975: Chagang - 1974: Pyongyang City - 1973: Pyongyang City - 1972: Pyongyang City - 1971: Pyongyang City - 1970: Chagang - 1969: Pyongyang City - 1968: Pyongyang City - 1967: Pyongyang City - 1966: Chagang - 1965: Pyongyang City - 1964: Pyongyang City - 1963: Pyongyang City - 1956–1962: unbekannt |